# Ротенфельс
Ротенфельс (нім. Rothenfels) — місто в Німеччині, знаходиться в землі Баварія. Підпорядковується адміністративному округу Нижня Франконія. Входить до складу району Майн-Шпессарт. Складова частина об'єднання громад Марктгайденфельд.
Площа — 12,07 км2. Населення становить 1001 ос. (станом на 31 грудня 2020).